# Chryssoula Aliferi

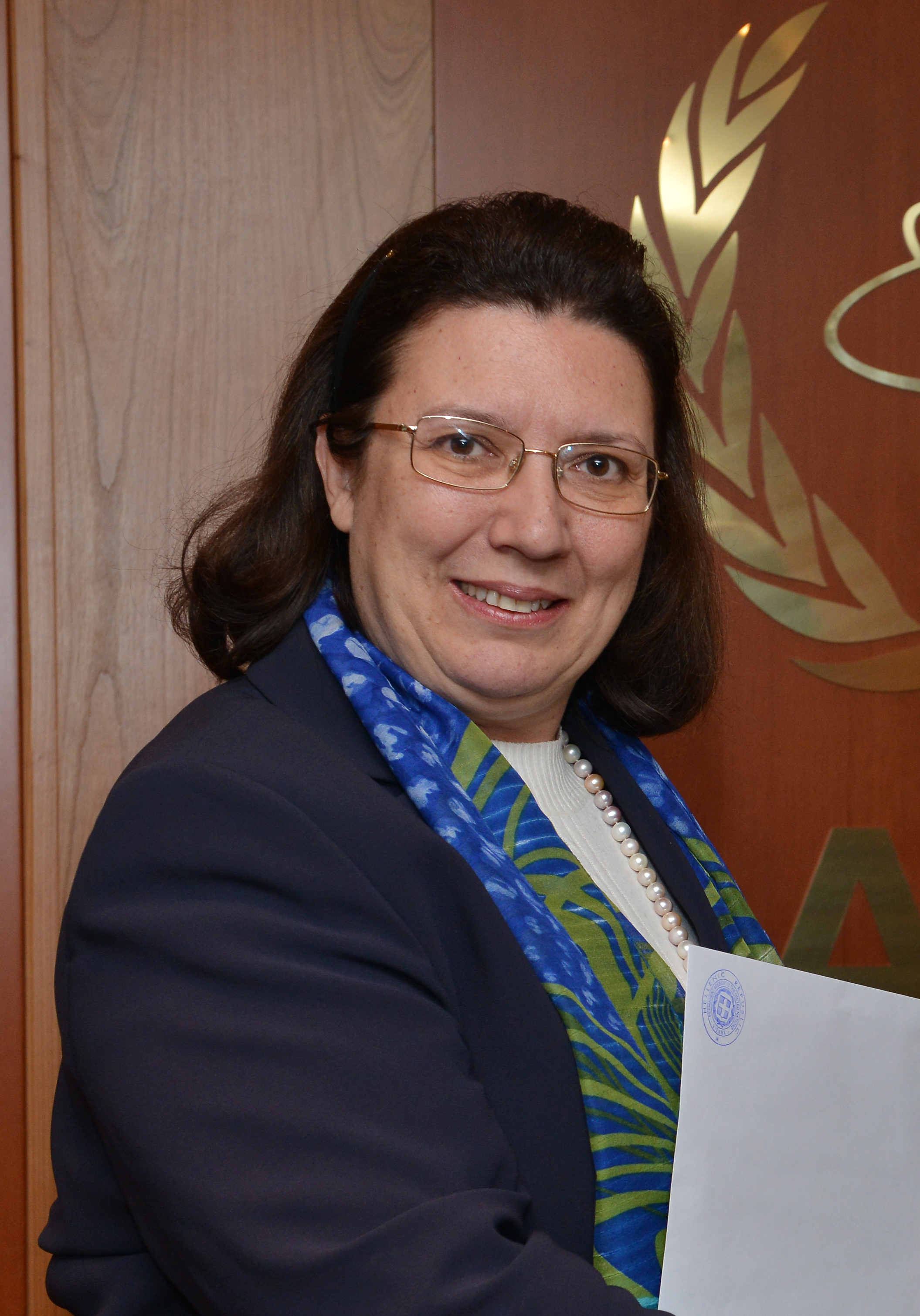
Chryssoula Aliferi (2014)

Chryssoula Aliferi (* 1958 in Athen) ist eine griechische Diplomatin.

## Werdegang
Aliferi schloss 1979 ihr Studium an der Philosophischen Fakultät der Universität Athen ab. 1982 folgte ihre Aufnahme in den diplomatischen Dienst, wo sie diverse Stationen im griechischen Außenministerium in Athen durchlief. 1986 war sie Mitglied der griechischen Delegation zur Generalversammlung der Vereinten Nationen in New York. Hernach arbeitete sie an den griechischen Botschaften in Syrien und Bulgarien. 1995 wurde sie zur Botschaftsrätin befördert. 
Zwischen 1998 und 2003 wirkte sie als Gesandte-Botschaftsrätin der Griechischen Botschaft und Ständigen Vertretung Griechenlands bei den Internationalen Organisationen in Wien. Ihre nächste Funktion erfüllte sie bis 2006 als Generalkonsulin Griechenlands in Johannesburg, Südafrika. Ihre weiteren Funktionen führten sie erneut in das Außenministerium in Athen. 2007 wurde Aliferi zur Bevollmächtigten Ministerin zweiter Klasse ernannt. Von 2008 bis 2014 leitete sie die Abteilung für Nordamerika (USA-Kanada) im Außenministerium. Zwischen 2007 und 2008 war sie dort als Leiterin der Europaabteilung für Justiz, Inneres und Schengen tätig. 2011 erfolgte ihre Ernennung zur Bevollmächtigten Ministerin erster Klasse. 2013 führte sie den Vorsitz bei der Aufnahmeprüfung des Außenministeriums für künftige Diplomaten. Im April 2014 trat sie die Nachfolge von Themistoklis Dimidis als Botschafterin der Hellenischen Republik in Österreich und Ständige Vertreterin bei den Internationalen Organisationen in Wien an. Von Mai 2018 bis März 2022 leitete sie anschließend das Verbindungsbüro Griechenlands in Pristina, Kosovo.
Aliferi ist mit dem griechischen Diplomaten Dimitri Yannakakis verheiratet und hat zwei Kinder.

## Auszeichnungen
- Großkommandeur des Phönix-Ordens der Hellenischen Republik
- Großes Goldenes Ehrenzeichen für Verdienste um die Republik Österreich